# Miguel Korybut Wiśniowiecki

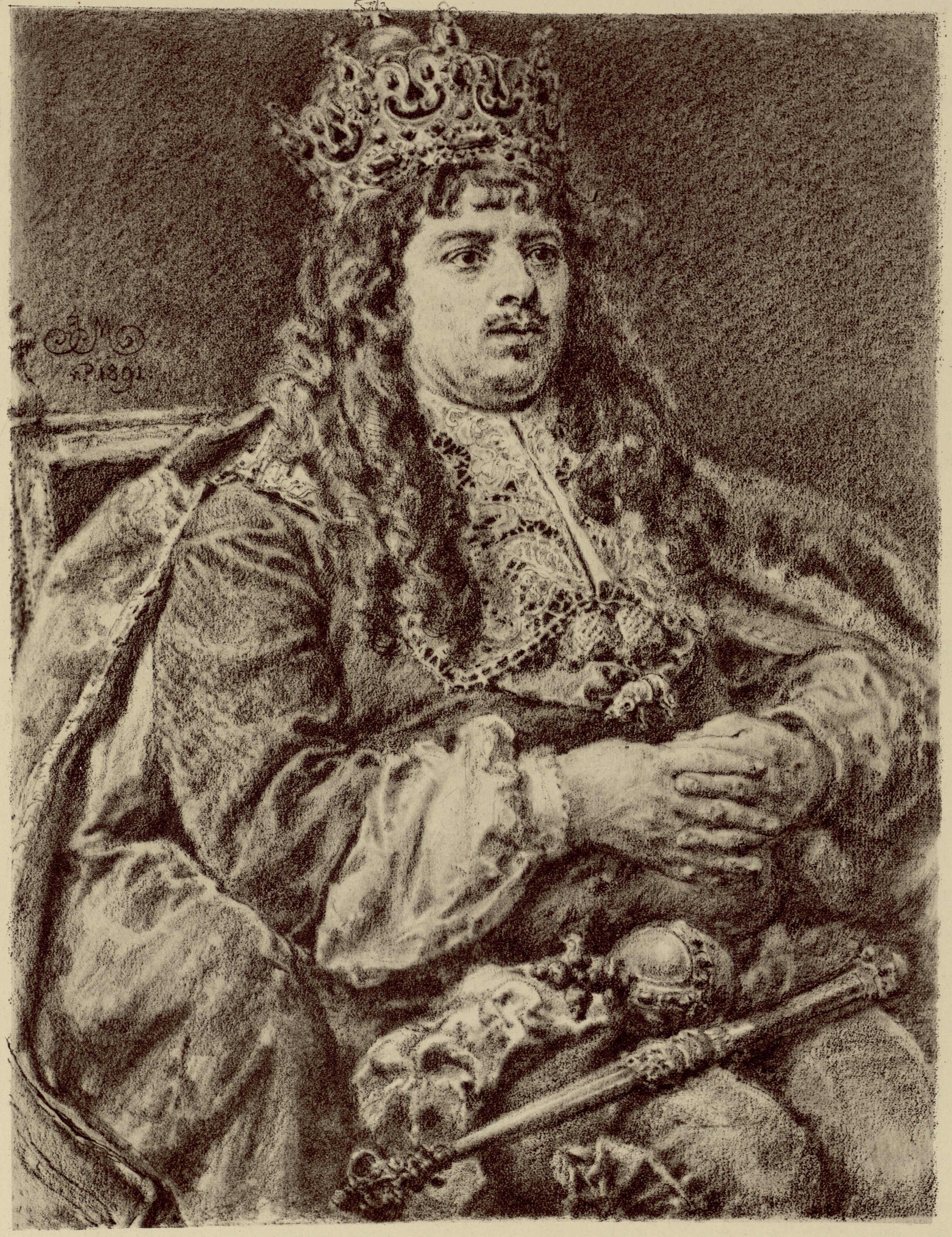
Miguel Korybut Wisniowiecki

Miguel Korybut Wisniowiecki (Wisniowiec, Voivodato de Rutenia, 31 de mayo de 1640 - Leópolis, 10 de noviembre de 1673) fue rey de la Mancomunidad polaco-lituana (1669-1673), perteneciente al clan Korybut.
Su predecesor, Juan II Casimiro Vasa abdicó en 1668, planteando el problema de la sucesión a la Dieta, el consejo encargado de la elección. Aunque había varios candidatos extranjeros, impuestos por las potencias que querían controlar la Mancomunidad, principalmente Austria y Francia, se optó por un príncipe polaco: Miguel Korybut.
Miguel Korybut Wisniowiecki tuvo un reinado breve, sólo cuatro años, en los que se enfrentó con los turcos, que, de nuevo, invadieron Polonia. En 1670, se casó con Leonor María Josefa de Habsburgo, hija del Emperador Fernando III de Habsburgo.

## Biografía
Los padres del futuro rey probablemente se conocieron en septiembre de 1637 en Varsovia, durante la coronación de Cecilia Renata de Habsburgo, la reina de Polonia y consorte de Vladislao IV Vasa. Su madre, Gryzelda Konstancja Zamoyska, y su padre, Jeremi Wiśniowiecki, se comprometieron el 13 de febrero de 1638 más de un mes después de la muerte del padre de Gryzelda, Tomasz Zamoyski.
La boda tuvo lugar en Zamość el 27 de febrero de 1639, y un año más tarde, el 31 de mayo de 1640, Miguel Korybut nació en un pueblo de Biały Kamień. A continuación, el bebé fue llevado a Zamosc, donde pasó los dos primeros años de su vida, bajo el cuidado de su abuela Katarzyna Zamoyska (née Ostrogska). En algún momento, probablemente en 1642, Miguel fue llevado por su madre a Lubny. Durante la Rebelión de Jmelnitski, tuvo que huir al Margen izquierdo de Ucrania con su familia, instalándose primero en Wiśniowiec en Volhynia, y luego en Zamosc (desde el otoño de 1648).
Jeremi Wiśniowiecki murió en 1651, cuando la mayor parte de su enorme finca permaneció bajo control cosaco o control ruso. En 1651 - 1655, el joven Miguel estaba bajo el cuidado del obispo de Breslavia y Płock, Carlos Fernando Vasa. El muchacho se quedó en la residencia de los Obispos de Płock, en la ciudad de Brok. Probablemente después de la muerte del obispo Vasa (9 de mayo de 1655), fue llevado por su tío, el magnate voivoda de Sandomierz Juan Zamoyski, quien financió su educación. En algún momento a mediados de 1655, Miguel se encontró en la corte del rey Juan II Casimiro.
Después de la invasión sueca de Polonia, Miguel, junto con la corte real, huyó a Głogówek en la Alta Silesia. El 18 de noviembre de 1655 a raíz de la petición del rey, fue a Nisa, para estudiar en el Colegio de los Jesuitas carolinio, permaneciendo allí probablemente hasta marzo de 1656.
A mediados de 1656, gracias al apoyo de la reina María Luisa de Gonzaga, Miguel Korybut inició sus estudios en la Universidad Carolina de Praga. Regresó a Polonia probablemente en junio de 1660, pero poco después, se dirigió a Dresde y Viena, donde se reunió con la emperatriz Eleonora Gonzaga, y probablemente vio por primera vez a su futura esposa Leonor de Austria, quien en aquel entonces era una niña. Además, Wiśniowiecki mejoró su conocimiento de idiomas; hablaba latín, alemán, italiano, francés y también, probablemente, tártaro y turco.
En 1663, Miguel participó en la guerra ruso-polaca, y durante la rebelión de los Lubomirski, él lealmente apoyó al rey.

### Elección
El 16 de septiembre de 1668, Juan II Casimiro abdicó el trono polaco, huyendo poco después a Francia. Fue necesaria una nueva elección, y el obispo de Chelmno Andrzej Olszowski propuso a Miguel Korybut como uno de los candidatos al trono. Wiśniowiecki fue apoyado por la nobleza polaca, quien sintió que un príncipe pobre e inexperto no representaría una amenaza para la libertad de oro.
La libre elección de 1669 se llevó a cabo en mayo y junio de ese año. Miguel Korybut Wiśniowiecki fue elegido rey de Polonia y gran duque de Lituania el 19 de junio y llegó a ser conocido como Miguel I. La mayor parte de la nobleza reunida votó por él, la elección de un candidato polaco nativo (el llamado "Piast"), sobre los extranjeros. Wiśniowiecki obtuvo 11 271 votos populares, y fue coronado el 29 de septiembre de 1669 en Cracovia.
Su elección contó inmediatamente con la oposición de los partidarios del candidato francés al trono, entre quienes estaban el Primado de Polonia Mikołaj Prażmowski y el General de la Corona Jan Sobieski.
El 27 de febrero de 1670, Miguel se casó con la princesa austriaca Eleanor, y la ceremonia fue celebrada por el Nuncio Apostólico, el Cardenal Galeazzo Marescotti, ya que el Primado Mikołaj Prażmowski se negó a asistir. La recepción tuvo lugar en el Palacio Denhoff en Kruszyna.

### Conflictos Internos
Después de la elección de 1669, la Mancomunidad se dividió en dos campos - uno a favor del candidato francés, y otro a favor del Rey. Entre los partidarios del candidato francés, llamados "los descontentos", había varios miembros influyentes como: el Primado Mikołaj Prażmowski, el General Jan Sobieski, el poeta Jan Andrzej Morsztyn, el voivoda de Cracovia Aleksander Michał Lubomirski, el voivoda de Rutenia Stanisław Jan Jabłonowski, el voivoda de Poznań Krzysztof Grzymultowski, y el obispo de Cracovia Andrzej Trzebicki.
En noviembre de 1669, el bando pro-francés interrumpió la Dieta de Coronación, con la esperanza de destronar a Miguel y elevar al trono a Charles-Paris d'Orléans-Longueville. En 1670, la lucha interna se trasladó a las dietinas locales, durante las cuales la nobleza exigía realizar un juicio contra el General Jan Sobieski. Para defenderlo, los soldados del ejército formaron una Confederación cerca de Trembowla.
Para empeorar las cosas, la Mancomunidad polaco-lituana dividida estaba bajo constante amenaza turca. En 1671, el rey apoyó una rebelión de una unidad de Stanisław Wyżycki, quien, en contra de la orden explícita de Sobieski, abandonó Volhynia, dejando esta provincia indefensa. El rey Miguel ordenó a Wyżycki y sus hombres pasar el invierno de 1671-1672 en el Starostwo de Sambor, y les pagó sus salarios, mientras que Sobieski y sus soldados no recibieron ningún dinero.
En 1672, el Imperio Otomano declaró la guerra a la Mancomunidad, dando inicio a la guerra polaco-turca (1672-1676). A pesar de esto, la situación en la Corona de Polonia seguía siendo caótica, con el peligro de una guerra civil. La nobleza formó una confederación cerca de Gołąb, exigiendo el retiro del Primado Mikołaj Prażmowski. Sus miembros saquearon las propiedades inmobiliarias del General Jan Sobieski y su familia. El 22 de noviembre de 1672 soldados lituanos formaron su propia confederación en Kobryn, declarando su apoyo a la confederación de Gołąb. En respuesta, el ejército bajo el mando de Jan Sobieski formó su propia confederación en Szczebrzeszyn. Jan Sobieski, junto con sus tropas, se dirigió a Łowicz, donde se encontraba el Primado Prażmowski.
Las negociaciones entre las dos facciones se llevaron a cabo por el Nuncio Apostólico Francesco Buonvisi y el obispo de Cracovia Andrzej Trzebicki. Por otra parte, el sultán Mehmed IV del Imperio Otomano envió una carta a Varsovia, exigiendo la subordinación completa de la Mancomunidad. Debido a la situación interna caótica, la Mancomunidad no estaba en capacidad de defenderse. Así que ante el enemigo común los dos lados del conflicto llegaron a un acuerdo en marzo de 1673.

### Guerra contra el Imperio Otomano
En junio de 1672, un ejército otomano de 100.000 hombres, bajo Mehmed IV, sitió la ciudad de Kamieniec Podolski, que capituló después de 26 días. Los invasores se acercaron Leópolis, que pagó un rescate. Unidades tártaros de Crimea montadas penetraron en lo Hrubieszów, Jasło y Biecz.
En octubre de 1672, Hetman Juan Sobieski, a petición de los senadores, trató de detener a los invasores, derrotándolos en la batalla de Niemirów, Batalla de Komarno, y Batalla de Petranka. Mientras tanto, el Tratado de Buchach se firmó el 18 de octubre, en la que el rey cedió Podolia a los otomanos y acordó pagar un tributo anual. En estos términos, la otrora poderosa Mancomunidad de Polonia y Lituania se convirtió en vasallo turco.
Poco después, Miguel me empezó la preparación para una nueva campaña militar contra los otomanos. El 8 de octubre de 1673 en Skwarzawa cerca Złoczów, reunió unos 40.000 soldados polacos con 50 cañones. Debido a su estado de salud, el rey entregó el mando del ejército a Sobieski, y los polacos marcharon hacia el sur, a Chocim (ver Batalla de Chocim (1673).

### Muerte
El rey Miguel I Korybut murió en el Palacio de los Arzobispos de Leópolis, el 10 de noviembre de 1673 debido a una intoxicación aguda de alimentos, aunque también se cree que fue envenenado por sus más cercanos seguidores y generales debido a la disminución del poder del Estado Libre Asociado. El 19 de mayo de 1674, Juan III Sobieski fue elegido nuevo monarca (ver elecciones libres, 1674).
Después del funeral, el corazón del rey fue enterrado en un monasterio Camedule en el distrito de Varsovia Bielany. Los intestinos fueron colocados en una pared de la Catedral Latina en Lwów, mientras que el cuerpo fue enterrado en la catedral de Wawel en Cracovia, el 31 de enero de 1676, el día de la coronación de Juan Sobieski, quien fue coronado como Juan III.
El reinado de Miguel se considera poco exitoso. Miguel no heredó la fama militar de su padre, ya que perdió la guerra contra los turcos, y no fue capaz de hacer frente a sus responsabilidades como monarca y con las facciones de pelea de Polonia.

## Ancestros
| \| \| \| \| \| \| \| \| \| \| \| \| \| \| \| \| \| \| \| \| Príncipe Mikhail Oleksandrovych Korybut-Vyshnevetsky \| \| \| \| \| \| \| \| \| \| \| \| \| \| \| \| \| \| \| \| \| \| \| \| \| \| \| \| \| \| \| \| \| \| \| \| \| \| \| \| \| \| \| \| \| \| \| \| \| \| \| \| \| \| Príncipe Mykhailo Mykhailovych Vyshnevetsky \| \| \| \| \| \| \| \| \| \| \| \| \| \| \| \| \| \| \| \| \| \| \| \| \| \| \| \| \| \| \| \| \| \| \| \| \| \| \| \| \| \| \| \| \| \| \| \| \| \| \| \| \| \| Elzhbeta (Galsha) Yuriyivna Zenovychivna \| \| \| \| \| \| \| \| \| \| \| \| \| \| \| \| \| \| \| \| \| \| \| \| \| \| \| \| \| \| \| \| \| \| \| \| \| \| \| \| \| \| \| \| \| \| \| \| \| \| \| \| \| \| Príncipe Yarema Mykhailovych Wiśniowiecki \| \| \| \| \| \| \| \| \| \| \| \| \| \| \| \| \| \| \| \| \| \| \| \| \| \| \| \| \| \| \| \| \| \| \| \| \| \| \| \| \| \| \| \| \| \| \| \| \| \| \| \| \| \| Jeremiah Mohyla \| \| \| \| \| \| \| \| \| \| \| \| \| \| \| \| \| \| \| \| \| \| \| \| \| \| \| \| \| \| \| \| \| \| \| \| \| \| \| \| \| \| \| \| \| \| \| \| \| \| \| \| \| \| Princesa Raina Vyshnevetska Mohylyanka \| \| \| \| \| \| \| \| \| \| \| \| \| \| \| \| \| \| \| \| \| \| \| \| \| \| \| \| \| \| \| \| \| \| \| \| \| \| \| \| \| \| \| \| \| \| \| \| \| \| \| \| \| \| Elizaveta Chomortan-Lozynska \| \| \| \| \| \| \| \| \| \| \| \| \| \| \| \| \| \| \| \| \| \| \| \| \| \| \| \| \| \| \| \| \| \| \| \| \| \| \| \| \| \| \| \| \| \| \| \| \| \| \| \| \| \| Miguel Yaremovych Korybut Wiśniowiecki \| \| \| \| \| \| \| \| \| \| \| \| \| \| \| \| \| \| \| \| \| \| \| \| \| \| \| \| \| \| \| \| \| \| \| \| \| \| \| \| \| \| \| \| \| \| \| \| \| \| \| \| \| \| Magnate Jan Zamoyski-Jelita \| \| \| \| \| \| \| \| \| \| \| \| \| \| \| \| \| \| \| \| \| \| \| \| \| \| \| \| \| \| \| \| \| \| \| \| \| \| \| \| \| \| \| \| \| \| \| \| \| \| \| \| \| \| Szlachcic Tomasz Zamoyski-Jelita \| \| \| \| \| \| \| \| \| \| \| \| \| \| \| \| \| \| \| \| \| \| \| \| \| \| \| \| \| \| \| \| \| \| \| \| \| \| \| \| \| \| \| \| \| \| \| \| \| \| \| \| \| \| Barbara Zamoyski \| \| \| \| \| \| \| \| \| \| \| \| \| \| \| \| \| \| \| \| \| \| \| \| \| \| \| \| \| \| \| \| \| \| \| \| \| \| \| \| \| \| \| \| \| \| \| \| \| \| \| \| \| \| Condesa Griselda Constancia Zamoyska \| \| \| \| \| \| \| \| \| \| \| \| \| \| \| \| \| \| \| \| \| \| \| \| \| \| \| \| \| \| \| \| \| \| \| \| \| \| \| \| \| \| \| \| \| \| \| \| \| \| \| \| \| \| Príncipe Oleksandr Ostrozky \| \| \| \| \| \| \| \| \| \| \| \| \| \| \| \| \| \| \| \| \| \| \| \| \| \| \| \| \| \| \| \| \| \| \| \| \| \| \| \| \| \| \| \| \| \| \| \| \| \| \| \| \| \| Katarzyna Ostrogska \| \| \| \| \| \| \| \| \| \| \| \| \| \| \| \| \| \| \| \| \| \| \| \| \| \| \| \| \| \| \| \| \| \| \| \| \| \| \| \| \| \| \| \| \| \| \| \| \| \| \| \| \| \| Princesa Anna Kostka \| \| \| \| \| \| \| \| \| \| \| \| \| \| \| \| \| \| \| \| \| \| \| \| \| \| \| \| \| \| \| \| \| \| \| \| \| \| \| \| \| \| \| \| \| \| \| \| \| \| \| \| |                                                      |  |  |  |  |  |  |  |  |  |  |  |  |  |  |  |
| |                                                      |  |  |  |  |  |  |  |  |  |  |  |  |  |  |  |
| | Príncipe Mikhail Oleksandrovych Korybut-Vyshnevetsky |  |  |  |  |  |  |  |  |  |  |  |  |  |  |  |
| |                                                      |  |  |  |  |  |  |  |  |  |  |  |  |  |  |  |
| |                                                      |  |  |  |  |  |  |  |  |  |  |  |  |  |  |  |
| | Príncipe Mykhailo Mykhailovych Vyshnevetsky          |  |  |  |  |  |  |  |  |  |  |  |  |  |  |  |
| |                                                      |  |  |  |  |  |  |  |  |  |  |  |  |  |  |  |
| |                                                      |  |  |  |  |  |  |  |  |  |  |  |  |  |  |  |
| | Elzhbeta (Galsha) Yuriyivna Zenovychivna             |  |  |  |  |  |  |  |  |  |  |  |  |  |  |  |
| |                                                      |  |  |  |  |  |  |  |  |  |  |  |  |  |  |  |
| |                                                      |  |  |  |  |  |  |  |  |  |  |  |  |  |  |  |
| | Príncipe Yarema Mykhailovych Wiśniowiecki            |  |  |  |  |  |  |  |  |  |  |  |  |  |  |  |
| |                                                      |  |  |  |  |  |  |  |  |  |  |  |  |  |  |  |
| |                                                      |  |  |  |  |  |  |  |  |  |  |  |  |  |  |  |
| | Jeremiah Mohyla                                      |  |  |  |  |  |  |  |  |  |  |  |  |  |  |  |
| |                                                      |  |  |  |  |  |  |  |  |  |  |  |  |  |  |  |
| |                                                      |  |  |  |  |  |  |  |  |  |  |  |  |  |  |  |
| | Princesa Raina Vyshnevetska Mohylyanka               |  |  |  |  |  |  |  |  |  |  |  |  |  |  |  |
| |                                                      |  |  |  |  |  |  |  |  |  |  |  |  |  |  |  |
| |                                                      |  |  |  |  |  |  |  |  |  |  |  |  |  |  |  |
| | Elizaveta Chomortan-Lozynska                         |  |  |  |  |  |  |  |  |  |  |  |  |  |  |  |
| |                                                      |  |  |  |  |  |  |  |  |  |  |  |  |  |  |  |
| |                                                      |  |  |  |  |  |  |  |  |  |  |  |  |  |  |  |
| | Miguel Yaremovych Korybut Wiśniowiecki               |  |  |  |  |  |  |  |  |  |  |  |  |  |  |  |
| |                                                      |  |  |  |  |  |  |  |  |  |  |  |  |  |  |  |
| |                                                      |  |  |  |  |  |  |  |  |  |  |  |  |  |  |  |
| | Magnate Jan Zamoyski-Jelita                          |  |  |  |  |  |  |  |  |  |  |  |  |  |  |  |
| |                                                      |  |  |  |  |  |  |  |  |  |  |  |  |  |  |  |
| |                                                      |  |  |  |  |  |  |  |  |  |  |  |  |  |  |  |
| | Szlachcic Tomasz Zamoyski-Jelita                     |  |  |  |  |  |  |  |  |  |  |  |  |  |  |  |
| |                                                      |  |  |  |  |  |  |  |  |  |  |  |  |  |  |  |
| |                                                      |  |  |  |  |  |  |  |  |  |  |  |  |  |  |  |
| | Barbara Zamoyski                                     |  |  |  |  |  |  |  |  |  |  |  |  |  |  |  |
| |                                                      |  |  |  |  |  |  |  |  |  |  |  |  |  |  |  |
| |                                                      |  |  |  |  |  |  |  |  |  |  |  |  |  |  |  |
| | Condesa Griselda Constancia Zamoyska                 |  |  |  |  |  |  |  |  |  |  |  |  |  |  |  |
| |                                                      |  |  |  |  |  |  |  |  |  |  |  |  |  |  |  |
| |                                                      |  |  |  |  |  |  |  |  |  |  |  |  |  |  |  |
| | Príncipe Oleksandr Ostrozky                          |  |  |  |  |  |  |  |  |  |  |  |  |  |  |  |
| |                                                      |  |  |  |  |  |  |  |  |  |  |  |  |  |  |  |
| |                                                      |  |  |  |  |  |  |  |  |  |  |  |  |  |  |  |
| | Katarzyna Ostrogska                                  |  |  |  |  |  |  |  |  |  |  |  |  |  |  |  |
| |                                                      |  |  |  |  |  |  |  |  |  |  |  |  |  |  |  |
| |                                                      |  |  |  |  |  |  |  |  |  |  |  |  |  |  |  |
| | Princesa Anna Kostka                                 |  |  |  |  |  |  |  |  |  |  |  |  |  |  |  |
| |                                                      |  |  |  |  |  |  |  |  |  |  |  |  |  |  |  |
| |                                                      |  |  |  |  |  |  |  |  |  |  |  |  |  |  |  |